# Ergotelis FC
O Ergotelis FC (em grego ΠΑΕ Διεθνής Ένωσις Εργοτέλης, "PAE Diethnis Enosis Ergotelis") é um clube de futebol da Grécia situado na cidade de Heraclião na ilha de Creta. O clube joga suas partidas no Estádio Pankritio, com capacidade para 26.400 pessoas. Suas cores são o amarelo e o preto. O clube se encontra, atualmente na segunda divisão do Campeonato Grego. É um dos maiores rivais do OFI Creta desde a década de 70 onde o ministro do esporte premiou o clube, ignorando o OFI. O clube foi fundado em 1876 mas faliu em 1929,por isso a Federação Grega de Futebol mandou o clube colocar o ano da sua refundação no escudo mas considera o ano de 1876 como seu ano de fundação 

## História
O clube foi fundado em 1929 por refugiados da Anatólia que fugiram para Heraclião após o desastre. O nome foi uma homenagem ao famoso campeão olímpico da prova de dolichos das Olimpíadas, natural da ilha de Creta.
A equipe só chegou à primeira divisão do Campeonato Grego na temporada de 2004-05, onde ficou em penúltimo colocado (15º lugar) com 20 pontos (5 vitórias/ 5 empates/ 20 derrotas), sendo rebaixado.
Na temporada seguinte o clube foi campeão da Segunda Divisão, voltando à elite em 2006-07. Nesta temporada, o Ergotelis ficou na 9ª colocação com 39 pontos (11 vitórias / 6 empates / 13 derrotas).
O clube nunca participou de uma competição internacional relevante. 
Na época 2015/2016, por estar à beira da falência e com muitas dívidas, o clube foi despromovido para o 3º escalão nacional. 
Apenas uma época depois, 2016/2017, o clube conseguiu a promoção para a 2ª divisão grega. 
Nesta equipa, joga um português, Sérgio Dias Ribeiro (Serginho). Um portuense (formado no Pedras Rubras) que fez toda a sua carreira profissional no Leste da Europa e na Grécia. 
Jogadores conhecidos em Portugal que vestiram a camisola canarina da Ilha de Creta:
- médio português Pelé (ex-Porto) 
- avançado brasileiro Calé (ex-Estoril, Belenenses, entre outros)
-  guarda-redes sérvio Stojkovic (ex-Sporting) 
Sua claque chama-se Alternatives Ergotelis.

## Títulos
- 3 Copas da Grécia 
- 1 Supercopa da Grécia